# Buverchy
Buverchy est une commune française située dans le département de la Somme en région Hauts-de-France.

## Géographie

### Localisation

#### Communes limitrophes
La localité est entourée par les villages de Moyencourt, Grécourt et Breuil.

### Description
Buverchy est un village rural picard du Santerre situé par la route à 29 km au sud-ouest  de Saint-Quentin et à 60 km au sud-est  d'Amiens.
En 2019, la  localité est desservie par les autocars du réseau inter-urbain Trans'80, Hauts-de-France (ligne no 52, Nesle - Hombleux - Ham).

### Hydrographie

#### Réseau hydrographique
La commune est située dans le bassin Artois-Picardie. Elle est drainée par Lannoy, le canal du Nord, le Petit Ingon et le ruisseau le ponchy,.

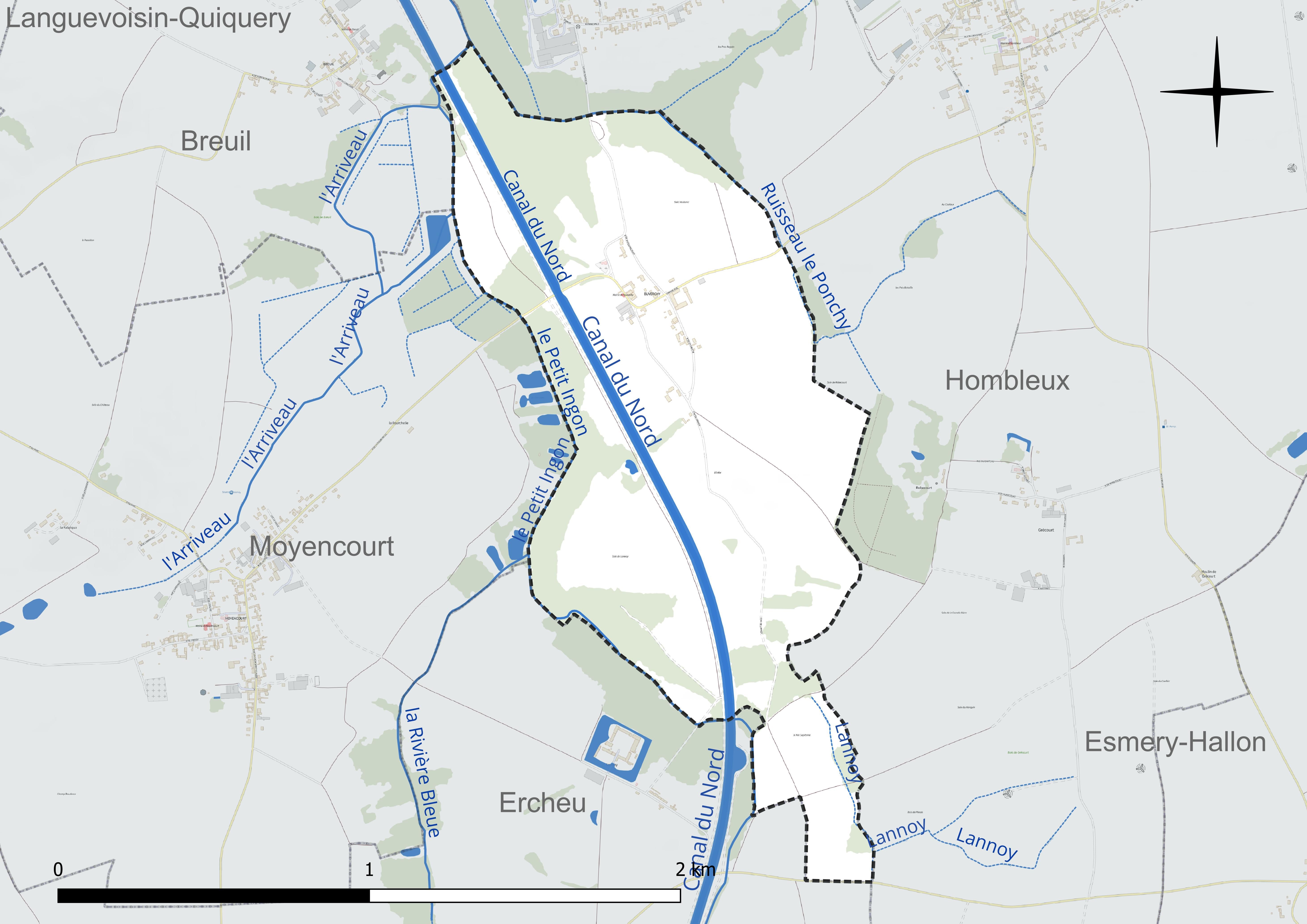
Réseau hydrographique de Buverchy.

#### Gestion et qualité des eaux
Le territoire communal est couvert par le schéma d'aménagement et de gestion des eaux (SAGE) « Haute Somme ». Ce document de planification concerne un territoire de 1 798 km2 de superficie, délimité par le bassin versant de la Haute Somme est constitué d'un réseau hydrographique complexe de cours d'eau, de marais, d'étangs et de canaux. Le périmètre a été arrêté le 21 avril 2006 et le SAGE proprement dit a été approuvé le 15 juin 2017. La structure porteuse de l'élaboration et de la mise en œuvre est le syndicat mixte d'aménagement hydraulique du bassin versant de la Somme (AMEVA).
La qualité des cours d'eau peut être consultée sur un site dédié géré par les agences de l'eau et l'Agence française pour la biodiversité.

### Climat
Pour des articles plus généraux, voir Climat des Hauts-de-France et Climat de la Somme.
En 2010, le climat de la commune est de type climat océanique dégradé des plaines du Centre et du Nord, selon une étude du CNRS s'appuyant sur une série de données couvrant la période 1971-2000. En 2020, Météo-France publie une typologie des climats de la France métropolitaine dans laquelle la commune est exposée à un climat océanique et est dans la région climatique Nord-est du bassin Parisien, caractérisée par un ensoleillement médiocre, une pluviométrie moyenne régulièrement répartie au cours de l'année et un hiver froid (3 °C).
Pour la période 1971-2000, la température annuelle moyenne est de 10,4 °C, avec une amplitude thermique annuelle de 14,9 °C. Le cumul annuel moyen de précipitations est de 686 mm, avec 11 jours de précipitations en janvier et 8,6 jours en juillet. Pour la période 1991-2020, la température moyenne annuelle observée sur la station météorologique la plus proche, située sur la commune d'Estrées-Mons à 17 km à vol d'oiseau, est de 11,0 °C et le cumul annuel moyen de précipitations est de 647,5 mm,. Pour l'avenir, les paramètres climatiques de la commune estimés pour 2050 selon différents scénarios d'émission de gaz à effet de serre sont consultables sur un site dédié publié par Météo-France en novembre 2022.

## Urbanisme

### Typologie
Au 1er janvier 2024, Buverchy est catégorisée commune rurale à habitat très dispersé, selon la nouvelle grille communale de densité à sept niveaux définie par l'Insee en 2022.
Elle est située hors unité urbaine et hors attraction des villes,.

### Occupation des sols
L'occupation des sols de la commune, telle qu'elle ressort de la base de données européenne d'occupation biophysique des sols Corine Land Cover (CLC), est marquée par l'importance des territoires agricoles (75,5 % en 2018), en augmentation par rapport à 1990 (61,8 %). La répartition détaillée en 2018 est la suivante : 
terres arables (60,5 %), forêts (24,2 %), zones agricoles hétérogènes (13,7 %), prairies (1,3 %), zones urbanisées (0,3 %). L'évolution de l'occupation des sols de la commune et de ses infrastructures peut être observée sur les différentes représentations cartographiques du territoire : la carte de Cassini (XVIIIe siècle), la carte d'état-major (1820-1866) et les cartes ou photos aériennes de l'IGN pour la période actuelle (1950 à aujourd'hui).

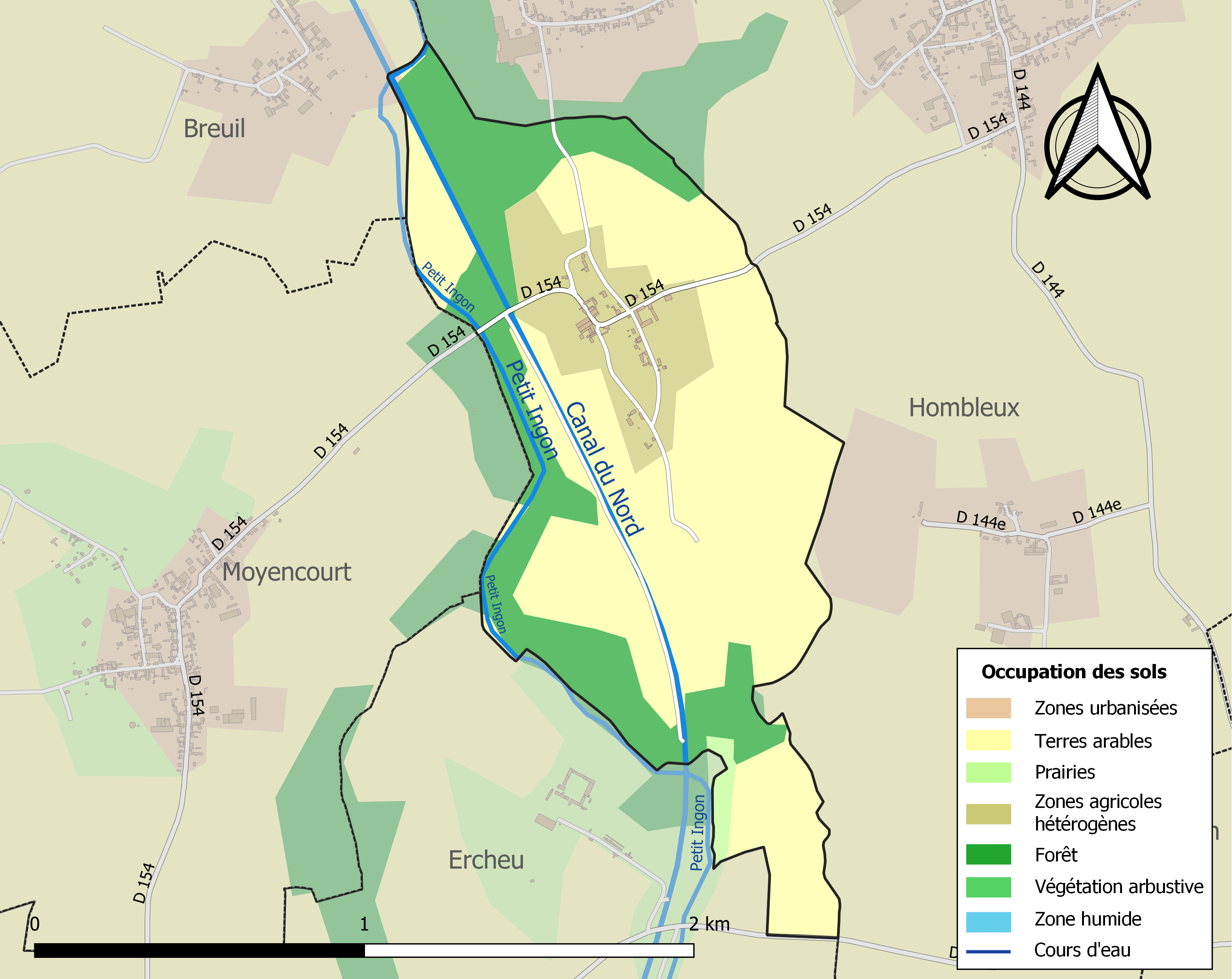
Carte des infrastructures et de l'occupation des sols de la commune en 2018 (CLC).

## Toponymie
Le nom de la localité est attesté sous les formes Beverchi en 1175 ; Beuverchi en 1234 ; Buverechy en 1260 ; Buvrechies en 1710 ; Buvrechi en 1733 ; Buverchy en 1757 ; Beuvrechy en 1761.
Du proto-celtique *bebru-, du gaulois bebros « castor », *Bebro-ceton « Bois-aux-Castors ».

## Histoire
Le passé antique de la localité est attesté par les vestiges gallo-romains, près de l'église.
Première Guerre mondiale
En 1917, le pont sur le canal du Nord est détruit par l'armée allemande, sans parvenir à empêcher l'infanterie française de le franchir,.
Le village est considéré comme détruit à la fin de la guerre et a  été décoré de la Croix de guerre 1914-1918, le 27 octobre 1920.
.

## Politique et administration

### Rattachements administratifs et électoraux
La commune se trouve dans l'arrondissement de Péronne du département de la Somme. Pour l'élection des députés, elle fait partie depuis 1958 de la cinquième circonscription de la Somme.
Elle faisait partie depuis 1801 canton de Nesle. Dans le cadre du redécoupage cantonal de 2014 en France, la commune est désormais rattachée au canton de Ham.

### Intercommunalité
La commune  faisait partie de la communauté de communes du Pays Neslois (CCPN), créée fin 2001, et qui succédait au district de Nesle, créé par arrêté préfectoral du 22 mai 1964.
La loi portant nouvelle organisation territoriale de la République (Loi NOTRe) du 7 août 2015, prévoyant que les établissements publics de coopération intercommunale (EPCI) à fiscalité propre doivent avoir un minimum de 15 000 habitants, le schéma départemental de coopération intercommunale (SDCI) arrêté par le préfet de la Somme le 30 mars 2016 prévoit notamment la fusion des communautés de communes du Pays Hamois et celle du Pays Neslois, afin de constituer une intercommunalité de 42 communes groupant 20 822 habitants, et précise qu'il « s'agit d'un bassin de vie cohérent dans lequel existent déjà des migrations pendulaires entre Ham et Nesle. Ainsi Ham offre des équipements culturels, scolaires et sportifs (médiathèque et auditorium de musique de grande capacité, lycée professionnel, complexe nautique), tandis que Nesle est la commune d'accueil de grandes entreprises de l'agroalimentaire ainsi que de leurs sous-traitants ».
La fusion intervient le 1er janvier 2017 et la nouvelle structure, dont la commune fait désormais partie, prend le nom de communauté de communes de l'Est de la Somme,.

### Liste des maires
| Période                                  | Période                     | Identité          | Étiquette | Qualité |
| ---------------------------------------- | --------------------------- | ----------------- | --------- | --- |
| Les données manquantes sont à compléter. |                             |                   |           | |
| mars 2001                                | En cours (au 1er mars 2021) | Pierre Carpentier |           | Retraité Vice-président de la communauté de communes de l'Est de la Somme (2017 → ) Réélu pour le mandat 2020-2026, |

## Démographie
L'évolution du nombre d'habitants est connue à travers les recensements de la population effectués dans la commune depuis 1793. Pour les communes de moins de 10 000 habitants, une enquête de recensement portant sur toute la population est réalisée tous les cinq ans, les populations de référence des années intermédiaires étant quant à elles estimées par interpolation ou extrapolation. Pour la commune, le premier recensement exhaustif entrant dans le cadre du nouveau dispositif a été réalisé en 2007.

En 2022, la commune comptait 45 habitants, en évolution de −2,17 % par rapport à 2016 (Somme : −1,26 %, France hors Mayotte : +2,11 %).
| 1793 | 1800 | 1806 | 1821 | 1831 | 1836 | 1841 | 1846 | 1851 |
| ---- | ---- | ---- | ---- | ---- | ---- | ---- | ---- | ---- |
| 62   | 69   | 81   | 120  | 141  | 137  | 147  | 129  | 132  |

| 1856 | 1861 | 1866 | 1872 | 1876 | 1881 | 1886 | 1891 | 1896 |
| ---- | ---- | ---- | ---- | ---- | ---- | ---- | ---- | ---- |
| 127  | 109  | 123  | 110  | 104  | 97   | 74   | 74   | 90   |

| 1901 | 1906 | 1911 | 1921 | 1926 | 1931 | 1936 | 1946 | 1954 |
| ---- | ---- | ---- | ---- | ---- | ---- | ---- | ---- | ---- |
| 78   | 77   | 101  | 45   | 54   | 49   | 49   | 47   | 60   |

| 1962 | 1968 | 1975 | 1982 | 1990 | 1999 | 2006 | 2007 | 2012 |
| ---- | ---- | ---- | ---- | ---- | ---- | ---- | ---- | ---- |
| 58   | 37   | 35   | 36   | 50   | 43   | 40   | 39   | 42   |

| 2017 | 2022 | - | - | - | - | - | - | - |
| ---- | ---- | - | - | - | - | - | - | - |
| 49   | 45   | - | - | - | - | - | - | - |

## Culture locale et patrimoine

### Lieux et monuments
- Église Notre-Dame-de-la-Nativité[35]. L'édifice datait originellement du XIIe siècle. Elle est reconstruite en 1925 après les destructions de la Première Guerre mondiale.

- Grotte réplique de celle de Lourdes. Elle est construite en 1960 par un artisan maçon[36], et fait l'objet d'une procession chaque année, le 15 août[37].

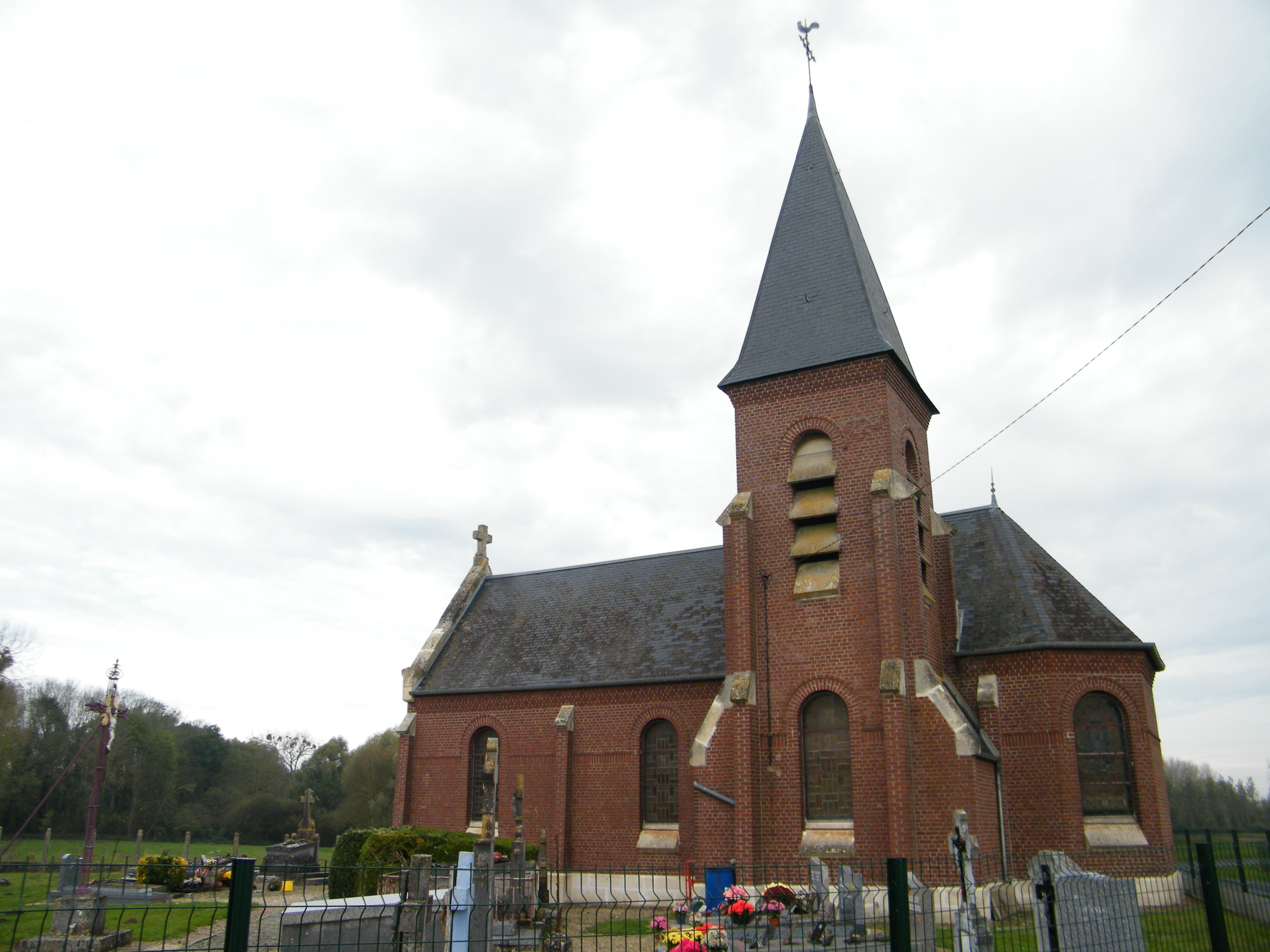
L'église Notre-Dame.
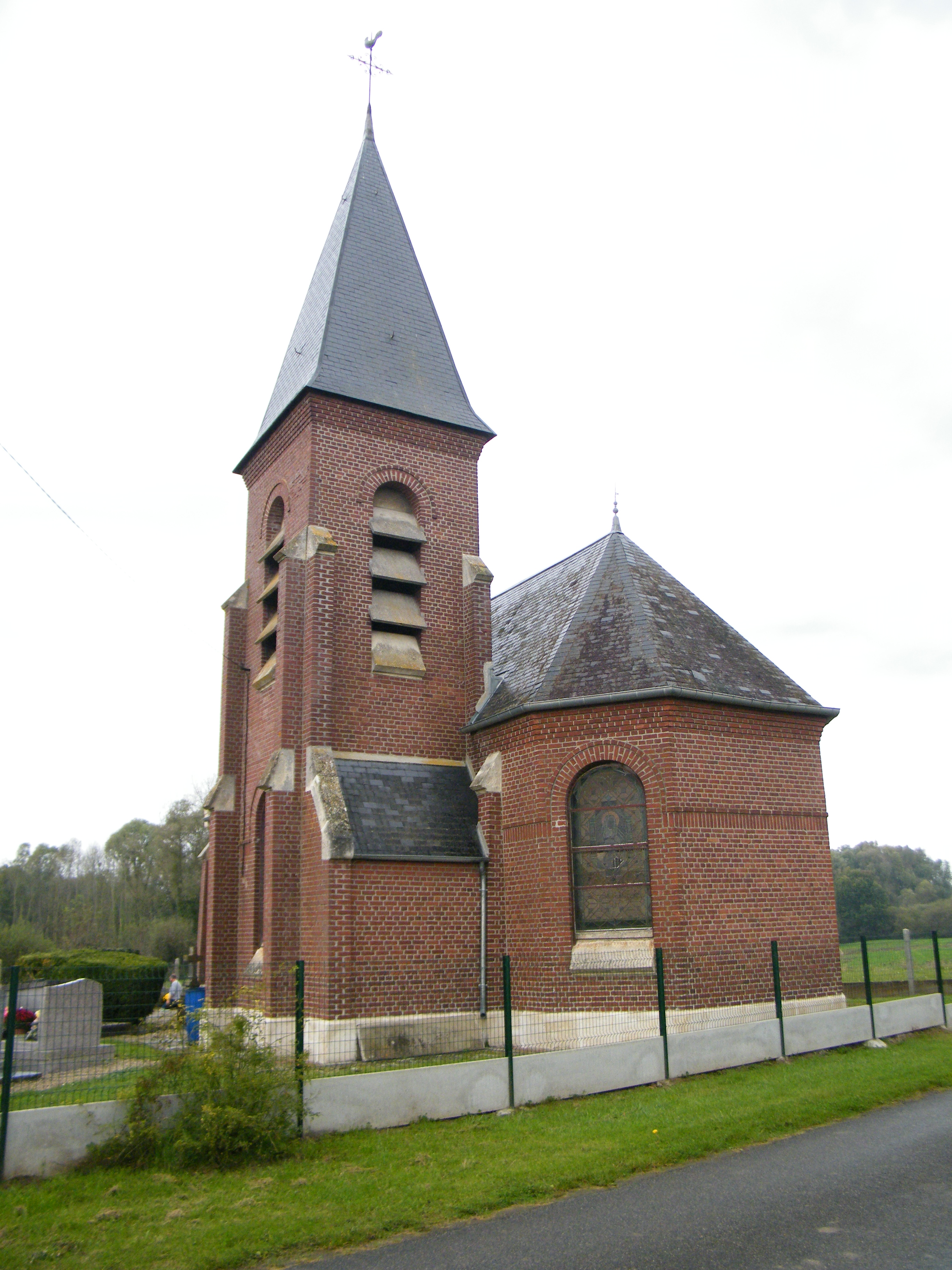
Le chevet de l'église.
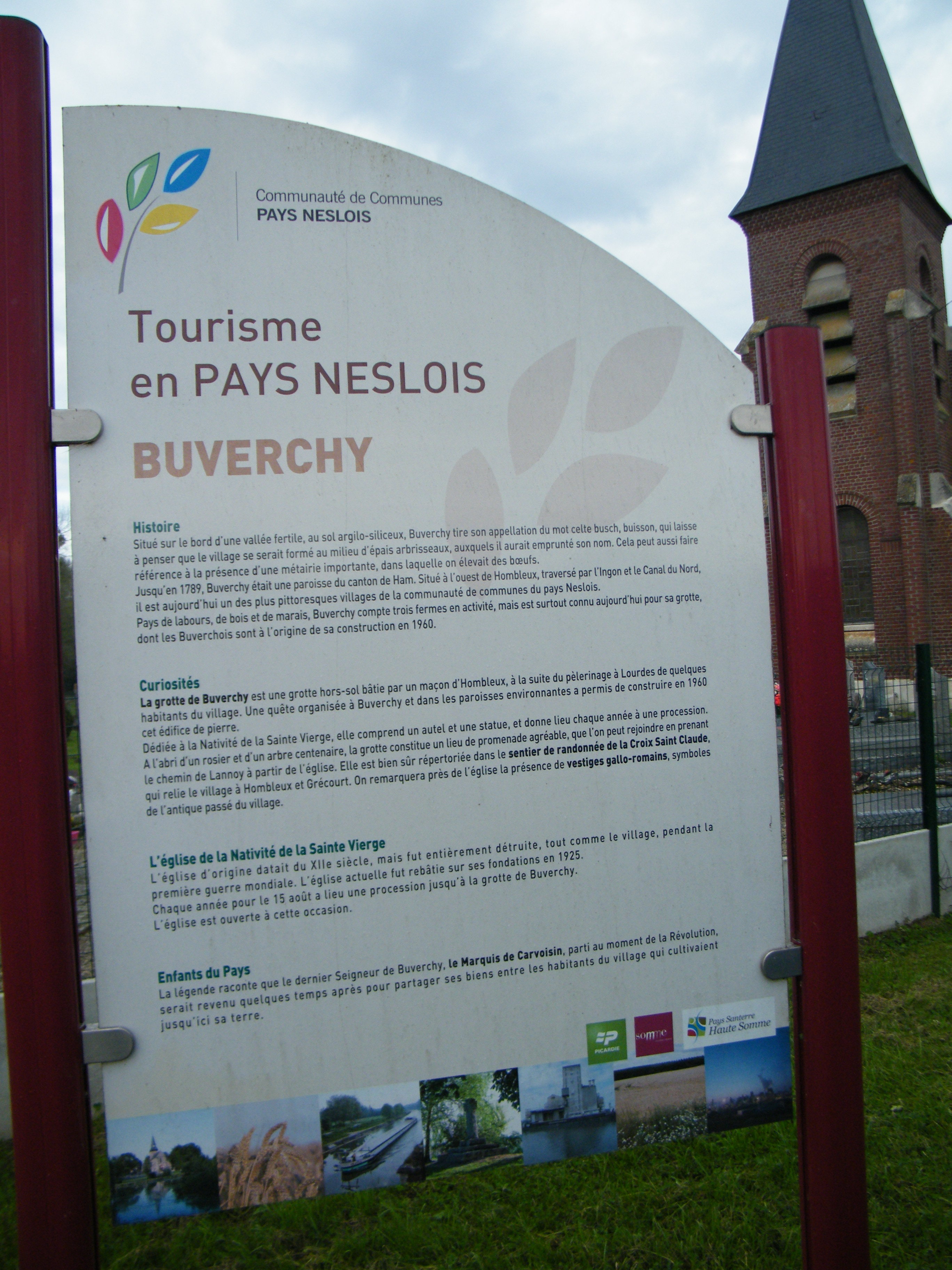
Panneau d'informations locales.